# Свободный от биклик граф
В теории графов свободный от t-биклик граф — это граф, в котором нет полных двудольных графов с 2t вершинами  Kt,t в качестве подграфов. Семейство графов является свободным от биклик, если существует число t, такое, что все графы в семействе свободны от t-биклик. Семейства свободных от бициклов графов образуют одно из наиболее общих типов семейств разреженных графов. Они возникают в задачах инцидентности в комбинаторной геометрии, а также используются в теории параметрической сложности.

## Свойства

### Разреженность
Согласно теореме Ковари – Сос – Турана любой свободный от t-бициклов граф с n вершинами имеет O(n2 − 1/t) рёбер, т.е. граф существенно более редкий, чем плотный граф. В обратную сторону, если семейство графов определено запрещёнными подграфами или замкнуто по отношению к операции взятия подграфа и не включает плотные графы произвольно большого размера, оно должно быть свободным от t-биклик для некоторого t, в противном случае, семейство должно включать произвольно большие плотные полные двудольные графы.
В качестве нижней границы Эрдёш, Хайнал и Муун высказали предположение, что любой максимальный свободный от t-биклик двудольный граф (к которому нельзя добавить ребро без создания t-биклики) имеет по меньшей мере (t − 1)(n + m − t + 1) рёбер, где n и m — число вершин на каждой из долей графа.

### Связь с другими типами семейств разреженных графов
Граф с вырождением d является обязательно свободным от  (d + 1)-биклик. Кроме того, семейство свободных от биклик графов должно быть нигде не плотным, что означает, что для любого числа k существует граф, который не является k-неглубоким минором какого-либо графа из семейства. В частности, если существует граф с  n вершинами, не являющийся 1-неглубокими минором, то семейство должно быть свободным от n-биклик, поскольку все графы с n вершинами являются 1-неглубокими минорами графа Kn,n.
Таким образом, свободные от биклик семейства графов унифицируют два из наиболее общих классов разреженных графов.

## Приложения

### Дискретная геометрия
В комбинаторной геометрии многие типы графов инцидентности заведомо свободны от биклик. В качестве простого примера граф инцидентности конечного множества точек и прямых на евклидовой плоскости заведомо не содержит K2,2 подграфа.

### Параметризованная сложность
Свободные от биклик графы используются в теории параметрической сложности для разработки алгоритмов, эффективных для разреженных графов с достаточно малыми входными параметрами. В частности, поиск доминирующего множества размером k на свободных от t-биклик графах является фиксированно-параметрически разрешимой задачей, если использовать параметр k + t, даже хотя существуют веские основания, что это невозможно, если использовать только параметр k без t. Те же результаты верны для многих вариантов задачи о доминирующем множестве. Проверка, имеет ли доминирующее множество размер не более k, может быть также преобразована в другую проверку с той же параметризацией путём цепочки вставок и удалений вершин, сохраняя свойство доминирования.